# Hédervári Lőrinc
Hédervári Lőrinc (? – 1447 júliusa) középkori magyar főúr.

## Élete
A II. Géza király idején az országba bejött két testvér közül Hedrik által épített Héderváráráról kapta nevét a Héderváry család. E családból származott Hédervári (III) Lőrinc is, aki Zsigmond király idejében élt.
Héderváry Lőrinc 1415-ben a királyné lovászmestere, 1418-1419 közt ajtónállómestere volt. 1421-1447 közt Moson vármegye ispánja. 

1428-tól 1437-ig Zsigmond király lovászmestere, vagyis utazási ügyeinek intézője volt.  1427-től 1429-ig Keve vármegye ispánja és kevei várnagy. 1429-ben Külső-Szolnok vármegye ispánja, 1429-1430 közt a kunok bírája (ispánja).
Több megyére kiterjedő birtokai voltak, például Győr és Komárom vármegyékben is.
1432-ben adományba kapja Zsigmond királytól  Kocs helységet, vámjával együtt, melyet a király Hunyad váráért vett cserébe a losonczi Bánffy családtól, a falu 1447-ben bekövetkezett haláláig birtoka maradt, majd fiai (II. Imre -(1450-ben Macsói bán) és VI. Miklós öröklik. (Csánki D. Magyaro. tört. földr.a Hunyadiak Kor. III. 1897.)
1433-ban a királytól megkapta Igmánd, Csicsó, Kéthely, Kendertó és Császár helységeket is, és Gönyű várát tartozékaival.
1437. március 7-én Zsigmond király nádorrá nevezte ki. 1445-1447 közt Pozsega vármegye ispánja volt.
Tisztségét 1447 júliusában bekövetkezett haláláig viselte.

## Családja
Apja IV. Miklós volt (1403), testvéréről nem tudunk. 
Második neje Blagay Antal leánya Blagay Margit volt, kitől Egy lánya Angelika és két fia született.
Fiai:
- II. Imre, aki 1450-ben macsói bán volt. Kétszer nősült. Első neje Teutur Hanka (Johanka?) volt; második Garai Dezső leánya Garai Borbála volt, kitől egy leánya Dorottya maradt, ki utóbb Drágffy Bertalan hitvestársa lett, s így fi ágon magvaszakadt.
- VI. Miklós nevű fia birtokaira 1491-ben új adományt vitt, és hosszú öregkort ért. Három gyermeke - egy lánya és két fia - közül Katalin Rozgonyi István hitvese lett.
- IV. Lőrinc még apja életében utód nélkül halt meg.
- II. Ferenc nevű fia Cháki Benedek Borbála nevű leányát vette nőül, de gyermekei nem maradtak.

Fiai 1500-ban Vigman, Csicsó (a törökök elpusztították), Kocs, Kéthely és Császár helységeken kívül Gyurcs, Szolnok, Bertalanos, Barancsháza, Teke, Pósháza, Attyafölde, Tegeny, Ótelek, Sárás, Mátyásfölde, Petend, Árok-Sikár, Vény, Szil, Kerekárok, Baticz, Rózsás, és Pusztaettének is birtokosai voltak.